# Рег Дейт
Реджиналд Дейт (по-известен като Рег Дейт, на английски: Reg Date, роден на 26 юли 1921 година, починал на 11 август 1995) е австралийски футболист.

## История
Юношеските си години играе в Платсбърг пъблик скуул където още 12-годишен бележи невероятните 94 гола за един сезон, а за целия си престой вкарва 608 гола. Рекордът му в един мач е 21 гола.
През 1943 година следва шеметно преминаване в Уолсенд, по времето на Втората световна война. Отборът с прякора „Червените дяволи“ е доминатор в целия щат Нов Южен Уелс. Негов съотборник е един от водещите стрелци между двете световни войни Алф Куили, имащ на сметката си над 800 гола. Именно той помага на Рег да развие уменията си.
В същото време Дейт работи и като миньор за да се изхрани. През 1945 година преминава в Сидни Кентърбъри-Банкстоун за рекордните навремето си 60 паунда! Той се превръща в истински ужас за протвниците си отбелязвайки 193 гола. През 1947 година записва 73 попадения, като рекорда му не е подобрен и до днес. През същата година Австралийската федерация го номинира като свой представител за мача между Сборен отбор на света и Англия. В последния момент организаторите решават да не канят играчи извън Европа и възможността за изява пропада.
През 1947 записва първите си 3 мача за националния отбор. В първия си мач с ЮАР бележи и първия си гол още в 4-та минута, във втория мач вкарва 2 гола, а в третия записва хеттрик при това вече като капитан. Изиграва само 6 мача тъй като любовта му към алкохола е била всеизвестна. Прави собствен пъб в близост до пристанището в Нюкясъл и освен че в свободното си време играе за клуба, който сам е основал, нерядко участва и в кръчмарски побоища. Именно за да е близо до своя пъб се опитва да си уреди трансфер в местния Лисагтс, но от Кентърбъри не му разрешават. Първоначално заплашва от страниците на вестниците, че ако не му позволят ще започне да играе ръгби, но. скоро се примирява. През следващата година успява да се върне в Уолсенд, като по същото време пропадат възможностите да премине в шотландския ФК Рейнджърс и уелския Кардиф. заради алкохола.
Умира на 11 август 1995 г. и остава в историята като поредния талант, на когото пиенето пречи да покаже пълния си потенциал. Макар и цитираните 1616 гола за цялата му кариера да изглеждат внушителни.